# Haydar Yavuz
Haydar Yavuz (ur. 5 września 1994) – turecki zapaśnik walczący w stylu wolnym. Zajął siedemnaste miejsce na mistrzostwach świata w 2019. 
Brązowy medalista mistrzostw Europy w 2020 i piąty w 2024. Drugi w indywidualnym Pucharze Świata w 2020. Drugi na ME U-23 w 2017 roku.